# Bitwa pod Shizugatake
Bitwa pod Shizugatake (jap. 賤ヶ岳の戦い Shizu-ga-take no tatakai) miała miejsce w 1583 r. Zwycięstwo umocniło pozycję Hideyoshiego Toyotomi w Japonii. 

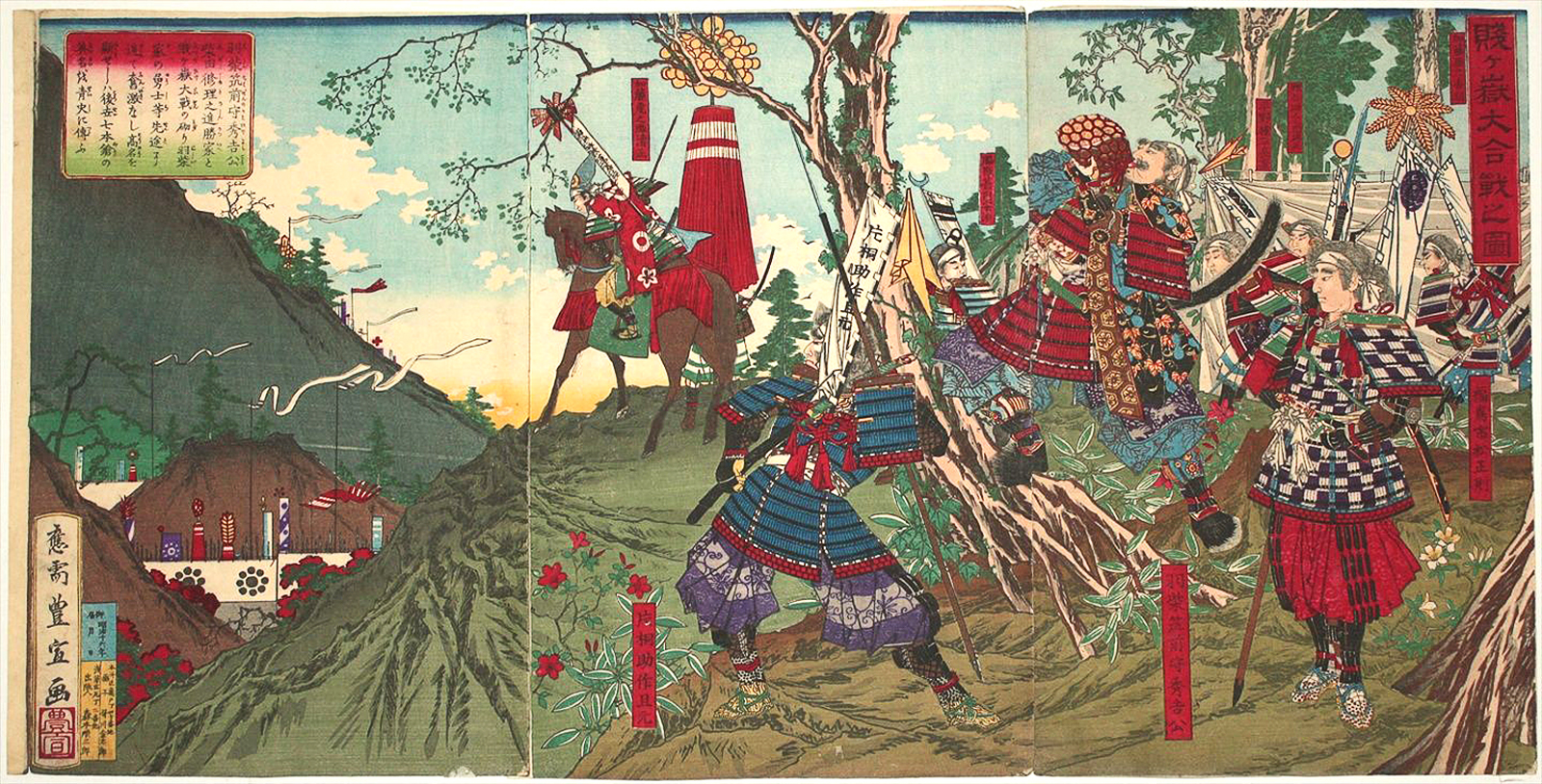
Hideyoshi i jego siedmiu samurajów w czasie bitwy, Toyonobu Utagawa (1859-1886)

W dążeniu do podboju całej Japonii i m.in. po zwycięstwie w bitwie pod Yamazaki siły Hideyoshiego kontynuowały walkę o dominację w regionie. W maju 1583 r. jeden ze zwolenników zabitego Nobunagi Ody, Katsuie Shibata, zaatakował kilka umocnionych pozycji Hideyoshiego na północ od jeziora Biwa, oblegając m.in. warownię na wzgórzu Shizugatake(w pobliżu dzisiejszej miejscowości Kinomoto). 
W trakcie oblężenia dowódca wojsk Shibaty, Morimasa Sakuma, otrzymał od swego władcy rozkaz wycofania się na wieść o nadciągających znacznych siłach Hideyoshiego. Licząc na to, że przeciwnika dzieliły jeszcze 3 dni marszu, oblężenie zdecydowano się kontynuować w przeświadczeniu rychłego zwycięstwa. Niespodziewanie Hideyoshi pojawił się pod Shizugatake po upływie 24 godzin i natychmiast uderzył na siły oblegających. W wyniku bitwy siły Sakumy zostały pobite, a on sam popełnił samobójstwo.
W bitwie pod Shizugatake sławę uzyskało siedmiu samurajów Hideyoshiego zwanych Siedmioma Włóczniami Shizugatake.